# Maryland durant la guerre de Sécession
Durant la guerre de Sécession, le Maryland est l'un des cinq États frontaliers : bien qu'esclavagiste, il reste membre de l'Union et ne rallie pas la Confédération, principalement grâce au gouverneur Thomas Holliday Hicks, qui refuse la sécession malgré ses propres sympathies pour le Sud. Parmi les citoyens du Maryland, près de 60 000 s'engagent dans l'armée de l'Union, tandis que 25 000 rejoignent les rangs des Confédérés.

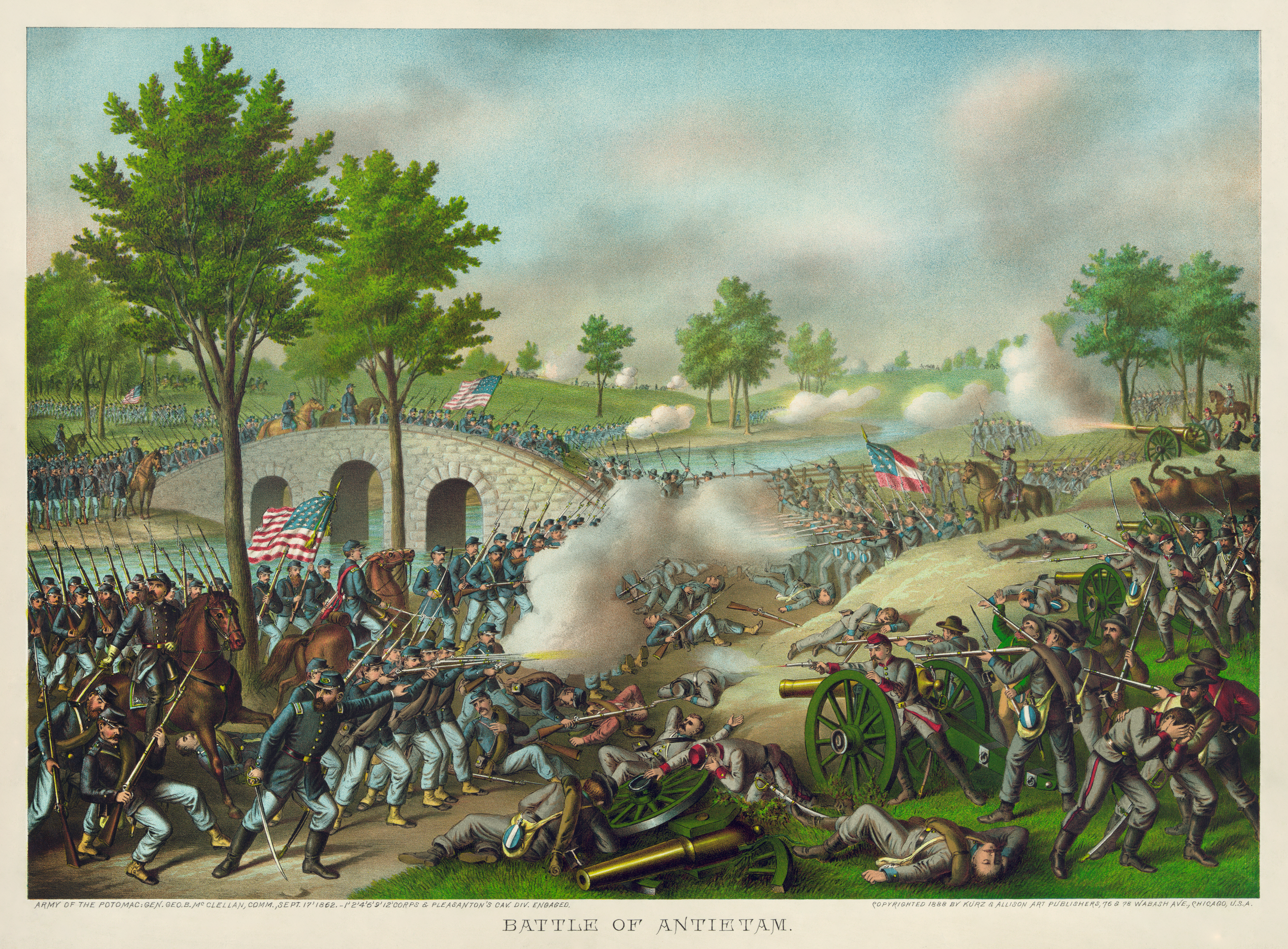
La bataille d'Antietam.

La position stratégique du Maryland, entre les deux factions et à proximité de la capitale fédérale, Washington, en fait l'un des enjeux majeurs du conflit. Ainsi, c'est dans cet État que tombent les premières victimes de la guerre, lors de l'émeute de Baltimore du 19 avril 1861. Cet événement inspire au poète James Ryder Randall la chanson Maryland, My Maryland, qui devient l'hymne de l'État en 1939.
C'est également dans le Maryland que se déroule la bataille d'Antietam, l'affrontement le plus sanglant du conflit, le 17 septembre 1862. Aucun des deux camps n'emporte réellement la victoire, mais Antietam met un terme à la première tentative d'invasion du Nord par le général sudiste Robert Lee et permet au président de l'Union Abraham Lincoln de publier la Proclamation d'émancipation.
L'esclavage est aboli au Maryland en 1864, avec l'adoption d'une nouvelle constitution par une très faible majorité du vote populaire (50,3%)‚ le 13 octobre 1864. L'abolition ne fait pas que des heureux dans l'État, et l'année suivante, Lincoln est assassiné par John Wilkes Booth, un natif du Maryland.

## Référence
- (en) Cet article est partiellement ou en totalité issu de l’article de Wikipédia en anglais intitulé « Maryland in the American Civil War » (voir la liste des auteurs).